# Вапс
Покрет „Вапс“ или Савез Учесника у Естонском рату за независност је покрет основан као удружење Естонских ветерана из Естонског рата за независност. Касније, људи који нису учествовали у рату били су у могућности да приступе покрету. Покрет је основан 1929. године као анти-комунистички покрет који се противио тадашњем режиму. Вође покрета били су Андрес Ларка и Артур Сирк. Вође покрета су у већински били бивши официри Руске царске војске.
Иако су користили Римски поздрав, покрет је одбацио расну теорију и отворено критиковао дискриминацију над Јеврејима у Немачкој. Покрет је имао добре односе са Финским националистичким организацијама попут „Лапуе“ и Академског друштва Карелије.

## Прогон Вапса
Након што је покрет освојио апсолутну већину на локалним изборима у три највећа града почетком 1934, Константин Патс је прогласио вандредно стање у целој држави 12. марта 1934. Вапс је званично забрањен у Децембру 1935. године.6. маја 1936. године 150 чланова Вапса је завршило на суду, од којих је 143 осуђено на дужу затворску казну.2009. године поднет је захтев за обнову покрета, који је прошао без успеха.